# Evippa arenaria
Evippa arenaria là một loài nhện trong họ Lycosidae.
Loài này thuộc chi Evippa. Evippa arenaria được Jean Victor Audouin miêu tả năm 1826.